# Nikolai Pankin
Pour les articles homonymes, voir Pankin.
Nikolai Ivanovitch Pankin, né le 2 janvier 1949 à Moscou (RSFSR)
et mort le 13 octobre 2018 à Mourom (Russie), est un nageur soviétique puis russe, spécialiste des courses de brasse, ayant concouru sous les couleurs de l'Union soviétique.

## Carrière
Nikolai Pankin obtient la médaille de bronze aux Jeux olympiques de 1968 à Mexico sur 100 mètres brasse. Il participe au relais 4 × 100 mètres 4 nages qui remporte une médaille de bronze lors de ces mêmes Jeux, mais il ne figure pas parmi les quatre nageurs de la finale, et n'est donc pas crédité d'une médaille par le Comité international olympique.
Aux Championnats d'Europe de natation 1970 à Barcelone, il est médaillé d'or sur 100 mètres brasse, médaillé d'argent sur 200 mètres brasse et médaillé de bronze sur le relais 4 × 100 mètres quatre nages. Il remporte ces trois mêmes médailles aux Championnats d'Europe de natation 1974 à Vienne. Il est aussi médaillé de bronze sur 200 mètres brasse aux Championnats du monde de natation 1975.